# Catoblepia sticheli
Catoblepia sticheli är en fjärilsart som beskrevs av Rothschild 1932. Catoblepia sticheli ingår i släktet Catoblepia och familjen praktfjärilar. Inga underarter finns listade i Catalogue of Life.